# SSX5
SSX5 (англ. SSX family member 5) – білок, який кодується однойменним геном, розташованим у людей на X-хромосомі. Довжина поліпептидного ланцюга білка становить 188 амінокислот, а молекулярна маса — 21 660.
| 10         |  | 20         |  | 30         |  | 40         |  | 50         |
| ---------- |  | ---------- |  | ---------- |  | ---------- |  | ---------- |
| MNGDDAFVRR |  | PRVGSQIPEK |  | MQKAFDDIAK |  | YFSEKEWEKM |  | KASEKIIYVY |
| MKRKYEAMTK |  | LGFKATLPPF |  | MRNKRVADFQ |  | GNDFDNDPNR |  | GNQVEHPQMT |
| FGRLQGIFPK |  | ITPEKPAEEG |  | NDSKGVPEAS |  | GPQNNGKQLR |  | PSGKLNTSEK |
| VNKTSGPKRG |  | KHAWTHRVRE |  | RKQLVIYEEI |  | SDPQEDDE   |  |            |

A: Аланін

D: Аспарагінова кислота

E: Глутамінова кислота

F: Фенілаланін

G: Гліцин

H: Гістидин

I: Ізолейцин

K: Лізин

L: Лейцин

M: Метіонін

N: Аспарагін

P: Пролін

Q: Глутамін

R: Аргінін

S: Серин

T: Треонін

V: Валін

W: Триптофан

Задіяний у таких біологічних процесах, як транскрипція, регуляція транскрипції, альтернативний сплайсинг. 